# Морозены
Морозены, Морозень (рум. Morozeni) — село в Оргеевском районе Молдавии. Является административным центром коммуны Морозены, включающей также село Бряново.

## География
Село расположено на высоте 105 метров над уровнем моря.

## Население
По данным переписи населения 2004 года, в селе Морозень проживает 1416 человек (707 мужчин, 709 женщин).
Этнический состав села:
| Национальность | Число жителей | Процентный состав |
| -------------- | ------------- | ----------------- |
| молдаване      | 1392          | 98,31             |
| русские        | 9             | 0,64              |
| румыны         | 7             | 0,49              |
| украинцы       | 2             | 0,14              |
| болгары        | 1             | 0,07              |
| прочие         | 5             | 0,35              |
| Всего          | 1416          | 100 %             |